# Iosif Podgio
Pour les articles homonymes, voir Poggio.
Iosif Viktorovitch Podgio ou Poggio (en russe : Иосиф Викторович Поджио), né le 22 novembre 1792 à Mykolaïv et mort le 8 janvier 1848 à Irkoutsk, est un officier de l'armée impériale russe, un des décembristes.

## Biographie
La famille est originaire du Piémont. Il est le fils de Viktor Yakovlevich Poggio et de Magdalina Osipovna Dade et le frère d'Alexandre Poggio.
Il fait ses études au pensionnat jésuite de Saint-Pétersbourg. En 1812, il prend part à la campagne de Russie puis à des campagnes à l'étranger comme enseigne (24 décembre 1812) du régiment Préobrajensky. Sous-lieutenant (1er janvier 1816) puis lieutenant (25 mars 1817), il est forcé de quitter l'armée le 9 janvier 1818, alors capitaine d'état-major, en raison d'une maladie.
En 1824, il rejoint la Société du Sud. Il préconise l'établissement d'une forme républicaine de gouvernement en Russie. Conscient de la nécessité de renverser la monarchie et de retirer la famille royale du pouvoir, il se porte volontaire pour participer à l'assassinat de l'empereur Alexandre Ier. Après la défaite, il est jugé et condamné à 12 ans de travaux forcés. La peine est ensuite réduite à 8 ans.
Il doit se rendre en Sibérie mais purge sa peine dans la forteresse de Shlisselburg. Son beau-père, le général Borozdin, craignant que la femme de Poggio ne le suive en Sibérie, a interféré auprès de l'empereur à ce sujet. La correspondance avec ses proches est autorisée à partir du 21 janvier 1829. En 1828, il collabore aux recherches de Nikolaï Tourtchaninov, avec les autres décembristes Sergueï Volkonski, Fiodor Petrovitch Chakhovskoï et Andreï et Piotr Borissov, mais Tourtchaninov ne pourra évidemment jamais les nommer dans ses écrits.
À partir de 1834, il est exilé dans une colonie en Sibérie orientale. Il arrive à Irkoutsk le 11 août 1834 puis vit à Oust-Kouda à partir du 5 septembre 1834. Le 13 janvier 1841, il obtient l'autorisation de se rendre aux eaux minérales de Turkinsky.
Il meurt le 8 janvier 1848 à Irkoutsk dans la maison de Sergueï Volkonski et est inhumé au cimetière de Jérusalem.

### Famille
Le 9 septembre 1814, il épouse Elizaveta Matveevna Chelishcheva (morte en 1820), fille d'un conseiller d'État. Le mariage a lieu à Saint-Pétersbourg dans la cathédrale de l'Épiphanie navale. De cette union naissent un fils Alexander (1820-1885) et trois filles - Sophia, Natalia et Maria.
En janvier 1825, il épouse Maria Andreevna Borozdina (morte en 1849), fille du lieutenant-général Andreï Borozdin, nièce de Nikolaï Raïevski, qui baptise leur premier-né Leo en avril 1826. Après le départ de son mari pour la Sibérie, Maria Poggio divorce et à l'été 1834, elle épouse le prince Alexander Gagarine.